# Arthur Horsfield
Arthur Horsfield (né le 5 juillet 1946 à Newcastle upon Tyne dans le Tyne and Wear) est un footballeur anglais qui évoluait au poste d'attaquant.

## Biographie
Avec le club de Newcastle United, il joue neuf matchs en première division anglaise lors de la saison 1968-1969, inscrivant trois buts. 
Il joue également avec Newcastle un match en Coupe des villes de foires. Il ne joue pas la finale remportée par son équipe en 1969.

## Palmarès
| Middlesbrough - Championnat d'Angleterre D3 : - Vice-champion : 1966-67. |  | Charlton Athletic - Championnat d'Angleterre D3 : - Meilleur buteur : 1972-73 (26 buts). |